# Sardine (tente)
Pour les articles homonymes, voir Sardine (homonymie).

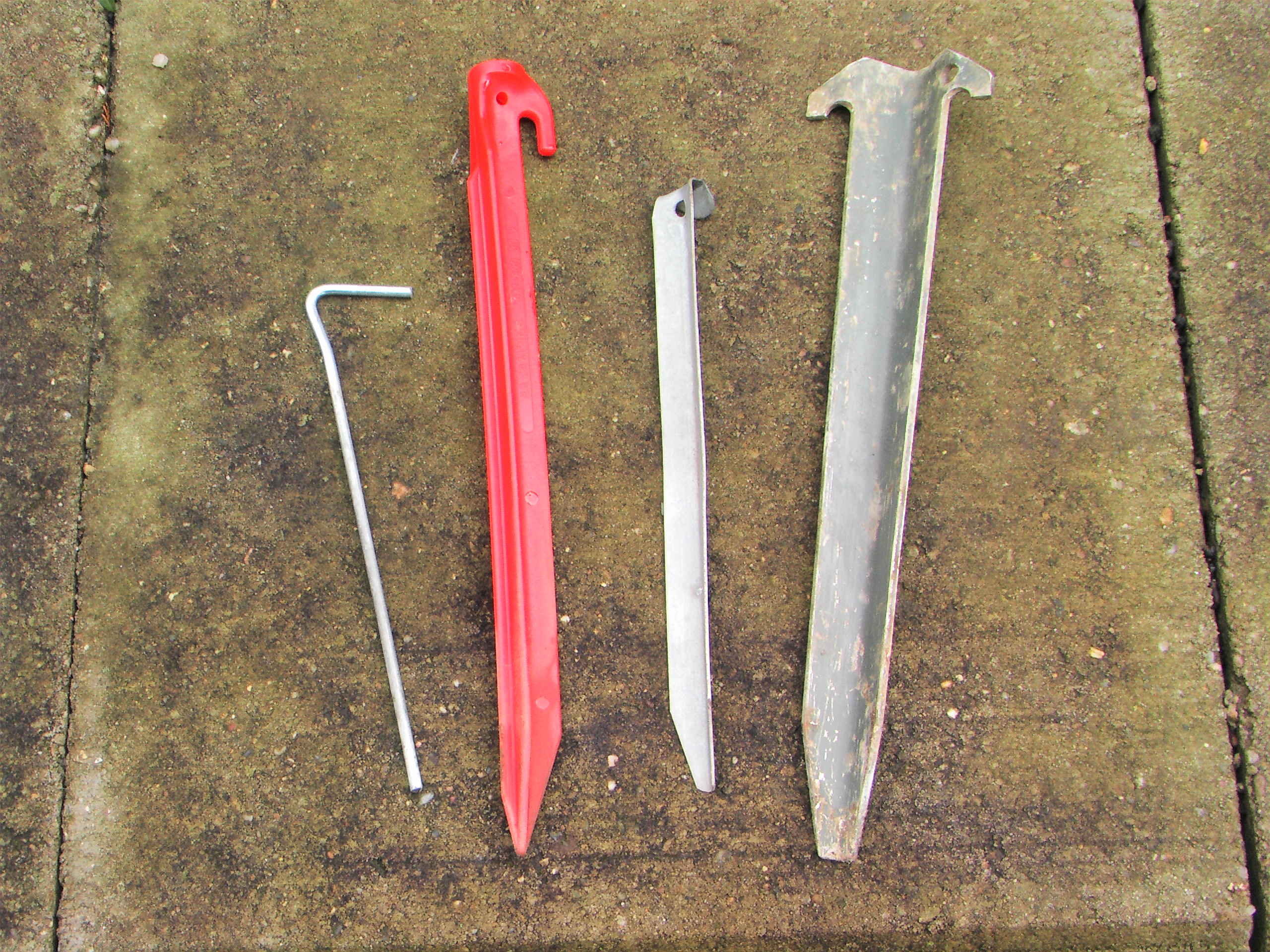
Diverses sardines

Une sardine est une tige, généralement métallique, utilisée pour fixer une tente au sol, et tendre ses toiles. Le crochet que comporte son extrémité supérieure est passé dans un des éléments renforcés que comporte la base de la tente sur sa périphérie, ou sert à arrimer les cordelettes (haubans)  attachées aux points élevés de la tente.

## Utilité des sardines
Elles permettent de maintenir la tente en place et évite que celle-ci ne s’envole au moindre vent.

## Types de sardines

### les piquets
Tiges de métal terminées en crochet, pour sol ferme. Les piquets peuvent aussi être en bois. On les appelle aussi sardines.

### les sardines
Barres de métal plates, utilisées pour un sol meuble. 

### les maquereaux
Sardines de grande taille pour un sol très meuble.